# Georg Sokol Leitgeb
Georg Sokol Leitgeb, auch G.S. Leitgeb, (* 14. Januar 1985 in Wien) ist ein österreichischer Regisseur, Drehbuchautor, Designer und Creative Producer.

## Leben
Leitgeb studierte Theater-, Film- und Medienwissenschaft an der Universität Wien und begann seine Karriere 2009 als freiberuflicher Regisseur und Produzent für Musikvideos und Werbefilme. 2014 kehrte Leitgeb der Musik- und Werbeindustrie den Rücken und spezialisierte sich als Drehbuchautor, Filmregisseur und Designer zunehmend auf englischsprachige Fantasy und Adventure Unterhaltung.

## Filme
- 2022 The Secret Box - The Mad Weather Incident (Drehbuch / Regie / Creative Producer)
- 2019 The Secret Box - The Rise of Paperboy (Drehbuch / Regie  / Creative Producer)
- 2012 Dark Loop (Drehbuch / Regie)

## Videospiele
- 2022 The Secret Box - Through the Sandbox (Drehbuch / Regie / Creative Producer)

## Bücher
- 2022 The Secret Box - A Weapon of Adventurous Entertainment (Autor)

## Musikvideos
- 2014 Kommando Elefant: Ich Find Dich Seltsam
- 2013 Scenario Fever: Revolution
- 2012 Rainhard Fendrich: Lobbyisten Reggae